# ویتچ یارنیک
ویتچ یارنیک (به انگلیسی: Vojtěch Jarník؛ ۲۲ دسامبر ۱۸۹۷ – ۲۲ سپتامبر ۱۹۷۰) ریاضی‌دانی اهل چک بود، او برای سال‌های زیادی به عنوان استاد و رئیس در دانشگاه کارل خدمت نموده و در تأسیس آکادمی علوم چکسلواکی نیز همکاری کرد. الگوریتم یارنیک برای درخت پوشای کمینه، به افتخار او نام‌گذاری شده است.
یارنیک روی نظریه اعداد، آنالیز ریاضی و الگوریتم‌های گراف کار کرد. وی «احتمالاً نخستین ریاضی‌دان اهل چک است که گفته شده کارهای علمی وی واکنش گسترده بین‌المللی به همراه داشته و برای مدت طولانی باقی‌مانده است». همچنین هنگام توسعه الگوریتم یارنیک، کران‌هایی روی تعداد نقاط مشبکهٔ منحنی‌های محدب یافت، رابطه میان بُعد هاوسدورف مجموعه‌هایی از اعداد حقیقی و تقریب آن‌ها توسط اعداد گویا را مطالعه نموده و روی ویژگی‌های توابع وایرشتراس (تابعی که در هیچ نقطه مشتق پذیر نیست) تحقیق نمود.

## تحصیلات و حرفه
یارنیک در ۲۲ دسامبر ۱۸۹۷ به دنیا آمد. پدر وی جان اربان یارنیک، پروفسور لغت‌شناسی زبان رومی در دانشگاه کارل بود و برادر بزرگ‌ترش که هرتویک یارنیک نام داشت نیز پروفسور زبان شد. علی‌رغم این سابقه خانوادگی، یارنیک در جیمنیزیوم خود (جیمنیزیوم سی.کی. چسکه ویسی ریالن، چیسکه، پراگ) زبان لاتین یادنگرفت، بنابرین زمانی که او در ۱۹۱۵ میلادی وارد دانشگاه کارل شد، باید به عنوان یک دانشجوی برجسته، زبان لاتین یادمی‌گرفت و او توانست سه ترم بعد امتحان لاتین را با موفقیت سپری کند.
او در دانشگاه کارل از ۱۹۱۵ تا ۱۹۱۹ میلادی به آموزش ریاضی و فیزیک پرداخت و کارل پیتر مربی او بود. پس از اتمام دانشگاه، او دستیار جان ووجتیک در دانشگاه صنعتی بورنو شد و در آنجا با ماتیاس لرک آشنایی حاصل کرد. او در ۱۹۲۱ میلادی پس از تکمیل رساله‌اش در مورد توابع بسل، تحت نظر پیتر، دکترای خود را در دانشگاه کارل به اتمام رساند و بعداً به عنوان دستیار پیتر دوباره به دانشگاه کارل بازگشت.
او با حفظ سمت خود در دانشگاه کارل، از ۱۹۲۳ تا ۱۹۲۵ میلادی و بار دیگر از ۱۹۲۷ تا ۱۹۲۹ میلادی تحت نظر ادموند لاندوا در دانشگاه گوتینگن درس خواند. پس از نخستین بازگشت به دانشگاه کارل، از درجه علمی شایستگی خود دفاع کرد و در بازگشت دومی به دانشگاه، به او یک کرسی در ریاضیات به عنوان پروفسور برجسته داده شد. او در ۱۹۳۵ میلادی به پروفسور تمام ترفیع داده شد و چندی بعد به عنوان رئیس دانشکده علوم (۱۹۴۷ – ۱۹۴۸ میلادی) و معاون عمومی دانشگاه (۱۹۵۰–۱۹۵۳ میلادی) خدمت کرد. یارنیک در ۱۹۶۸ میلادی بازنشسته شد.
یارنیک از رساله‌های ۱۶ دانشجوی دکترا سرپرستی نمود. دانشجویان برجسته وی شامل، میرسولاو کاتیتوف که استاد شطرنج بود و بعداً رئیس دانشگاه کارل شد، جارسولاو کرزویل که برای انتی‌گرال هنستاک-کرزویل شناخته می‌شود و ریاضی‌دان سلواکی به‌نام تیبور سالات، بود.
یارنیک در ۲۲ سپتامبر ۱۹۷۰ درگذشت.

## دستاوردها
هرچند رساله ۱۹۲۱ یارنیک هم‌مانند برخی مقالات اخیر وی در بخش آنالیز ریاضی بود، اما حوزه اصلی کار وی در نظریه اعداد بود. او مسئله دایره گاوس را مطالعه نمود و چندین نتیجه در مورد تقریب دیوفانتی، مسئله نقطه مشبکهٔ و هندسه اعداد را ثابت کرد. او همچنین کارهای پیش‌گامی در بهینه‌سازی ترکیبیاتی انجام داد، اما برای مدت طولانی به آن توجه نشد.

### نظریه اعداد

یک خم محدب که از ۱۳ نقطه مشبکه صحیح عبور می‌کند.

مسئله دایره گاوس می‌خواهد تا تعداد نقاط در یک مشبکه صحیح که اطراف آن با یک دایره بسته شده است را دریابد. یک قضیه یارنیک (1926) که مرتبط با این مسئله است می‌گوید که منحنی محدب دارای طول L از میان حداکثر:
{\displaystyle {\frac {3}{\sqrt[{3}]{2\pi }}}L^{2/3}+O(L^{1/3})}
نقطه مشبکه صحیح می‌گذرد. O در این فرمول، نشان‌دهنده نماد O بزرگ است. نه L و نه عدد ثابت این کران نمی‌توانند افزایش یابند، چون در این نقاط مشبکه یک منحنی محدب وجود دارد.
یک قضیه دیگر یارنیک در این زمینه نشان می‌دهد که، در یک منحنی محدب بسته در یک صفحه که دارای طول تعریف شده است، تفاوت مطلق میان ناحیه‌ای را که منحنی احاطه می‌کند و تعداد نقاط صحیحی که منحنی احاطه می‌کند، حداکثر به اندازه طول منحنی است.
یارنیک همچنین نتایج متعددی را در مورد تقریب سیاله‌ای و مطالعه تقریب اعداد گویا به اعداد حقیقی، را منتشر کرد. وی ثابت کرد (1928-1929) که اعداد اعشاری که به‌طور درست قابل تقریب نیستند (اعدادی که دارای جملاتی از نوع کسر مسلسل هستند) دارای بُعد هاوسدورف یک هستند. این بعد همانند تمامی اعداد حقیقی است و این را می‌رساند که مجموعه اعدادی که به خوبی قابل تقریب نیستند، مجموعه بزرگی را تشکیل می‌دهند. همچنین اعدادی چون x که برایشان بی‌نهایت تقریب خوب گویا p/q وجود دارد را با فرمول ذیل در نظر گرفت:
{\displaystyle \left|x-{\frac {p}{q}}\right|<{\frac {1}{q^{k}}}}
در این فرمول k > 2 دلخواه است و ثابت کرد (1929) که این اعداد دارای بُعد هاوسدورف کوچک‌ترِ {\displaystyle {\tfrac {2}{k}}} هستند. دومین نتیجه آن توسط بیسیکویچ مجدداً کشف شد. بیسیکویچ از روش‌های متفاوتی برای اثبات آن استفاده کرد و نتیجه آن معروف به قضیه یارنیک-بیسیکویچ گردید.